# Primer Orde
El Primer Orde (First Order) o simplement l'Orde, és una organització fictícia de caràcter polític i militar que apareix en l'univers de Star Wars, fundada el base a les restes de l'Imperi Galàctic i liderada pel líder suprem Snoke amb l'objectiu de conquerir la Galàxia, destruir a tots els seus oponents els quals són la Nova República i La Resistència, i acabar amb l'últim dels jedi, Luke Skywalker.
El Primer Orde apareix per primera vegada en la pel·lícula El despertar de la força sent la principal antagonista d'aquesta. Segons el director i guionista de la pel·lícula, J.J. Abrams, aquesta organització està inspirada en l'ODESSA, una xarxa de col·laboració secreta desenvolupada per grups nazis per a ajudar a escapar a membres de la SS des d'Alemanya cap a països de Sud-amèrica, especialment l'Argentina.

## Descripció
El Primer Orde és una junta militar inspirada per l'imperi galàctic. L'organització és liderada per una figura, que va assumir el títol de Líder Suprem, anomenada Snoke; aproximadament trenta anys després de la batalla d'Endor.
Igual que la seva predecessora, el Primer Orde empra l'ús de soldats d'assalt, incloent variants com flametroopers i snowtroopers, amb aquest últim utilitzant Snowspeeders del Primer Orde. També utilitzava artilleria pesada Stormtroopers i Stormtroopers de control, dels quals la capitana Phasma era la líder. El Primer Orde també utilitza caces TIE fighter, així com una variant de les forces especials i un tipus de Destructor Estel·lar. La seva base principal d'operacions era coneguda com la Base Starkiller, un planeta de gel convertit en una base espacial. La base albergava una superarma capaç de destruir completament sistemes estel·lars d'un sol tret. El General Hux estava al comandament de la base.
Igual que el vell Imperi Galàctic, el Primer Orde emprava els serveis de subjectes sensibles a la Força. El líder Suprem Snoke era conegut per ser una figura poderosa en l'indret fosc de la Força.Kylo Ren, que treballava sota les seves ordres, és membre dels Cavallers de Ren, un grup d'usuaris de la Força.